# Jerzy Maculewicz
Jerzy Maculewicz OFMConv (ur. 30 maja 1955 w Daszewie) – polski duchowny rzymskokatolicki, franciszkanin konwentualny, biskup tytularny od 2005, administrator apostolski Uzbekistanu od 2005.

## Życiorys
Urodził się 30 maja 1955 w Daszewie – terenie byłego ZSRR. W 1957 w ramach ostatniej fali masowych wysiedleń ludności polskiej z Kresów Wschodnich, jego rodzina znalazła się w Polsce i zamieszkała w Dąbrowie Górniczej. Tu też ukończył szkołę podstawową, następnie technikum energetyczne w Sosnowcu. Dopiero w 1989 (w wieku 34 lat) wstąpił do zakonu franciszkanów konwentualnych, a następnie ukończył Wyższe Seminarium Duchowne oraz odbył też studia w Rzymie. W 1994 roku złożył wieczystą profesję, a dwa lata później 22 czerwca 1996 otrzymał święcenia kapłańskie z rąk bpa Adama Śmigielskiego w Krakowie.
Następnie pracował w Centrum św. Maksymiliana Kolbe w Oświęcimiu – Harmężach w latach 1998–2000. W 2000 został wikariuszem krakowskiej prowincji Franciszkanów Konwentualnych, a rok później wybrano go na asystenta Generała Zakonu Franciszkanów ds. Europy Wschodniej.
1 kwietnia 2005 decyzją papieża Jana Pawła II – Misja „sui iuris” Uzbekistanu została podniesiona do rangi Administratury apostolskiej, a o. Maculewicz został mianowany jednocześnie administratorem apostolskim oraz biskupem tytularnym Nary.
Była to jedna z 3 ostatnich nominacji podpisanych przez zmarłego następnego dnia Jana Pawła II.
Święcenia biskupie przyjął 14 maja 2005 we franciszkańskiej bazylice Dwunastu Apostołów w Rzymie. Udzielił mu ich kard. Angelo Sodano – sekretarz stanu Stolicy Apostolskiej, w asyście Józefa Wesołowskiego – nuncjusza apostolskiego w Kazachstanie i Roberta Saraha – sekretarza Kongregacji ds. Ewangelizacji Narodów. Urząd objął 26 czerwca 2005.
1 marca 2019 wziął udział w wizycie Ad limina apostolorum w Watykanie u papieża Franciszka wraz z biskupami Kazachstanu, oraz przedstawicielami Kościoła z Azji środkowej.